# Bartłomiej Krulicki
Bartłomiej Krulicki (ur. 15 września 1993) – polski siatkarz, grający na pozycji środkowego.

## Sukcesy klubowe

### młodzieżowe
Mistrzostwa Polski Kadetów:
- 2010

Mistrzostwa Polski Juniorów:
- 2012

### seniorskie
I liga:
- 2015

PlusLiga:
- 2023[5]

## Nagrody indywidualne
- 2012: Najlepszy blokujący Mistrzostw Polski Juniorów